# Uur 'W'
Uur 'W' (Pools: Godzina „W”) was de codenaam voor de datum en de tijd waarop Operatie Storm zou moeten beginnen in het door Duitsers bezette Warschau ten tijde van de Tweede Wereldoorlog. De verzetsbeweging Armia Krajowa (Thuisleger) wachtte op het geschikte moment om Operatie Storm te beginnen tegen de Duitsers. De operatie werd kort dag gepland, op 1 augustus 1944 om 17:00. De operatie zou uiteindelijk leiden tot de bloederige Opstand van Warschau tegen de Duitse bezetting die leidde tot een zes maanden durende opstand waarbij ruim 200.000 mensen het leven lieten en de stad grotendeels in de as legde. Elk jaar op 1 augustus om 17:00 luidt een alarm in de stad waarop eenieder zijn activiteiten staakt en één minuut stilte in acht neemt ter herinnering aan de gevallen verzetstrijders.

## Naam
'Godzina' betekent: uur. De 'W' in Uur 'W' staat voor het Poolse woord: Wojny (oorlog). Het is afgeleid van het grondwoord 'wojna', wat is verbogen naar de genitief: wojny. Godzina „W” kan dus worden vertaald als: oorlogsuur.

## Aanleiding

### Het besluit
Op 31 juli 1944 tijdens een briefing van de leiding van de verzetsbeweging Armia Krajowa (Thuisleger) ontving bevelhebber Tadeusz Bór-Komorowski een rapport van Antoni Chruściel (codenaam: Monter), die het bevel voerde over het district Warschau, over een succesvolle breuk in de Duitse verdedigingslinie door de Sovjets net buiten de Warschause wijk Praga. Achteraf bleek deze informatie niet te kloppen. Bór-Komorowski gaf om 17:45 mondeling het bevel aan Chruściel om Operatie Storm te beginnen op 1 augustus 1944 om 17:00. Op dat moment waren niet alle kopstukken van de leiding aanwezig, een aantal arriveerden pas om 18:00 toen Chruściel inmiddels al was vertrokken en alleen Bór-Komorowski nog aanwezig was om de rest te informeren over het bevel wat hij had gegeven. Op dat moment werd hij geïnformeerd over de Duitse tegenaanval op de Sovjets maar heeft zijn bevel niet ingetrokken.

### Het bevel

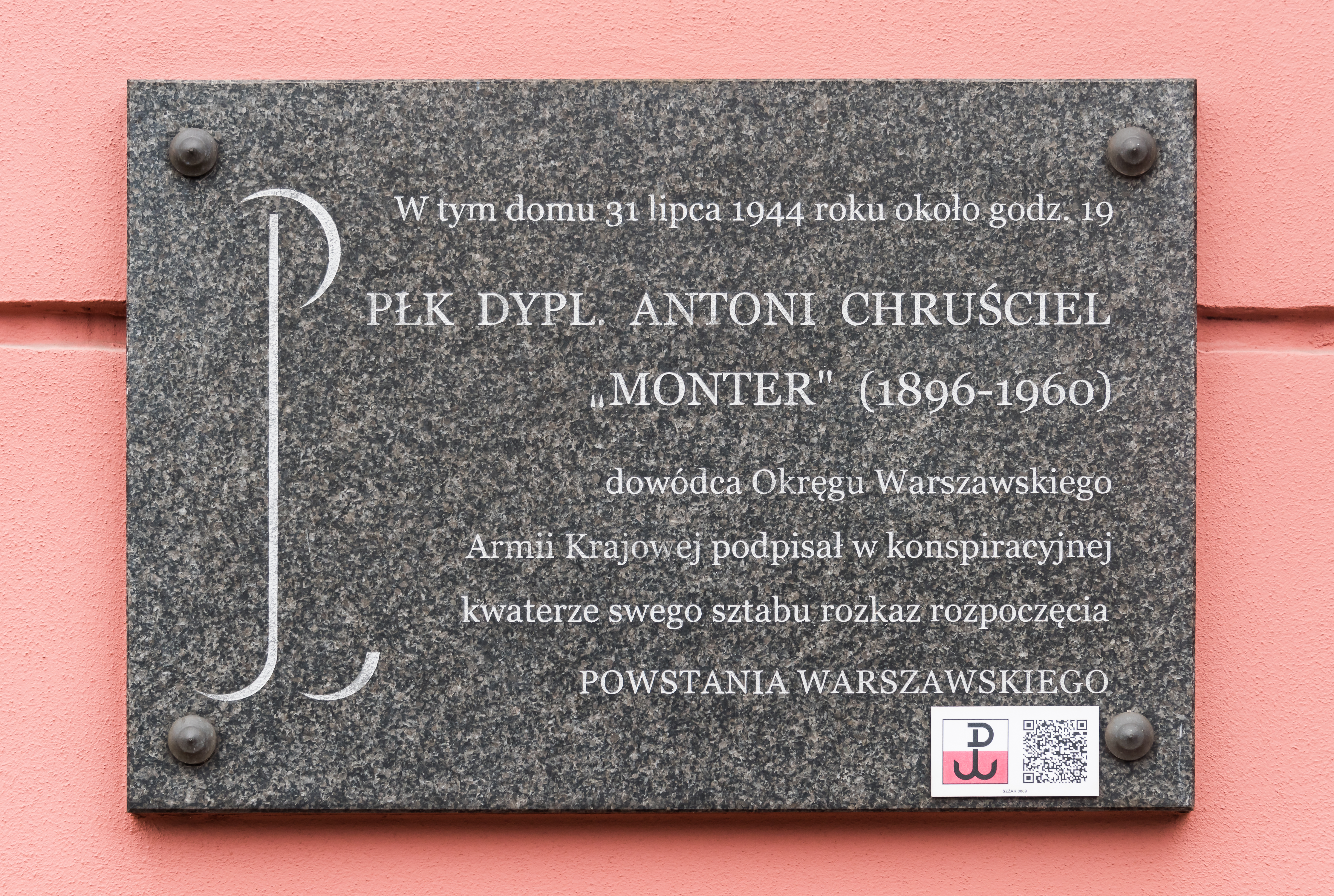
Gedenkplaat aan Filtrowastraat 68 alwaar Chruściel het bevel ondertekende voor het Uur 'W'.

Nadat Chruściel was gearriveerd op zijn hoofdkwartier aan Filtrowastraat 68 gaf hij het volgende bevel:
| Bericht aan de Districtscommandanten. Op 31.7 om 19:00. Ik beveel jullie op 1.08 om 17:00. Adres m.p. District: Jasna 22 ap. 20 geopend vanaf uur "W". De aflevering van het bevel moet onmiddellijk worden bevestigd. — Order van Chruściel aan zijn ondergeschikten |

Plannen voor het beginnen van de opstand waren al eerder gemaakt maar men wachtte een gunstig moment af om deze uit te voeren. Aanvankelijk wilde men deze uitvoeren in de vroege morgen maar op verzoek van Cruściel op 29 juli 1944 is het tijdstip verplaatst naar 17:00. De keuze van het uur werd bepaald door de grote hoeveelheid forenzen die huiswaards zouden keren van hun werk. De aanwezigheid van veel verkeer zou het voor de soldaten, en voor het vervoer van wapens en munitie gemakkelijker maken om op te gaan in de massa en zich onopgemerkt te begeven naar de ontmoetingspunten in de stad. Bovendien zou er om die tijd ook nog net genoeg zonlicht zijn om ervoor te zorgen controle te kunnen krijgen over de aangewezen objecten.

## 1 augustus

### Afleveren van het bevel
Het bevel werd uitgedaan door Cruściel rond 18:00 op 31 juli, één uur voor de militaire avondklok. Hierdoor werd het afgeleverd tussen 07:00 en 09:00 op de volgende ochtend op 1 augustus aan de districtcommandanten. Groepscommandanten ontvingen het bevel tussen 09:00 en 13:30. In de middag waren het aantal boodschappers die het bevel afleverde rond de 6.000.

### Verrassing
Het bevel tot het starten van een opstand verraste de meeste commandanten. Er was niet genoeg tijd om wapens op te pikken uit de geheime voorraden en om alle soldaten te laten verzamelen op de ontmoetingspunten, daar zij verspreid waren over de hele stad. Op het uur "W" was de totale mobilisatie 60%.

### Prematuur begin van de strijd
Niet alle eenheden slaagden erin om de mobilisatie geheim te houden tot 17:00. De eerste schoten werden gelost op een Duitse patrouille om 13:35 aan de Krasinskistraat in het stadsdeel Żoliborz door leden van Zdzisław Sierpinski's team due wapens transporteerden voor een eenheid van de Żniwiarz-groep; vernoemd naar Magere Hein. De Duitsers brachten snel een tank en een aantal gepantserde voertuigen met machinegeweren. Tijdens het schoonvegen van het gebied trof de patrouille om 17:30, aan de Suzinastraat, een Poolse eenheid van het vierde bataljon en speciale eenheden aan die bezig waren wapens uit een geheime voorraad te halen. In het daarop volgende gevecht werd speciale eenheden commandant Włodzimierz Kaczanowski gedood. Deze schermutselingen resulteerden in Duitse controle over belangrijke kruispunten van het stadsdeel Żoliborz en alameerden Duitse eenheden gestationeerd in de Citadel van Warschau. Op ten minste acht plekken in de stad begonnen de gevechten voor 17:00.

### De strijd
Op het Uur 'W' bestormden Poolse strijders een groot aantal strategische punten in de stad met het doel de Duitsers te treffen. Doordat de aanval plaatsvond bij daglicht ontbrak het verrassingselement. De Duitsers hadden altijd al een opstand van de Polen geanticipeerd en hadden derhalve strategische punten versterkt en in de stad bevonden zich ongeveer 13.000 manschappen. Daar tegenover stonden de slecht bewapende verzetsstrijders, slechts één op de tien strijders was bewapend.

### Alarm
De binnenkomende rapporten over de situatie in de stad overtuigde generaal Reiner Stahel - militair commandant van Warschau voor de Duitsers - om alarm te slaan voor het Warschau-garnizoen om 16:30. De Duitsers waren echter niet meer in staat om de opstand de kop in te drukken.